# Chełmża (gmina wiejska)
Chełmża – gmina wiejska w województwie kujawsko-pomorskim, w powiecie toruńskim. W latach 1975–1998 gmina położona była w województwie toruńskim.
Siedziba gminy mieści się w Chełmży.
Według danych z 30 czerwca 2004 gminę zamieszkiwało 9410 osób.

## Struktura powierzchni
Według danych z roku 2002 gmina Chełmża ma obszar 178,72 km², w tym:
- użytki rolne: 89%
- użytki leśne: 1%

Gmina stanowi 14,53% powierzchni powiatu.

## Demografia

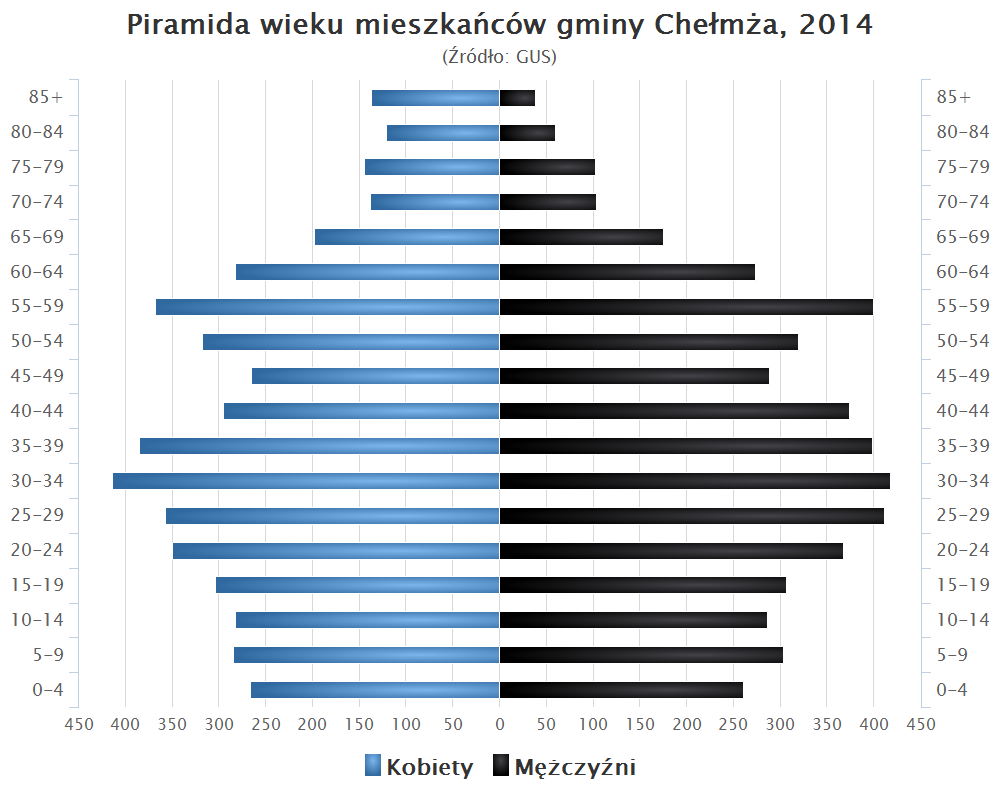
Piramida wieku mieszkańców gminy Chełmża w 2014 roku

Dane z 30 czerwca 2004:
| Opis                              | Ogółem | Ogółem | Kobiety | Kobiety | Mężczyźni | Mężczyźni |
| --------------------------------- | ------ | ------ | ------- | ------- | --------- | --------- |
| jednostka                         | osób   | %      | osób    | %       | osób      | %         |
| populacja                         | 9410   | 100    | 4712    | 50,1    | 4698      | 49,9      |
| gęstość zaludnienia (mieszk./km²) | 52,7   | 52,7   | 26,4    | 26,4    | 26,3      | 26,3      |

## Zabytki
Wykaz zarejestrowanych zabytków nieruchomych na terenie gminy:
- zespół dworski w Brąchnówku, obejmujący: dwór ; park, nr A/89/1-2 z 30.11.1995 roku
- kościół pod wezwaniem Wniebowzięcia Najświętszej Maryi Panny z ok. 1300 roku w miejscowości Dźwierzno, nr A/408 z 30.04.1966 roku
- kościół parafii pod wezwaniem św. Katarzyny Aleksandryjskiej z przełomu XIII/XIV w. w Grzywnie, nr A/355 z 13.07.1936 roku
- kościół parafii pod wezwaniem Narodzenia Najświętszej Maryi Panny z XIV w. w Kiełbasinie, nr A/373 z 28.01.1930 roku
- zespół pałacowy w Kończewicach, obejmujący: pałac z początku XX w.; park; ogrodzenie z bramą, nr A/32/1-3 z 11.01.2001 roku
- kościół parafii pod wezwaniem św. Katarzyny z XIV w. w Nawrze, nr A/249 z 13.07.1936 roku
- pałac z lat 1798-1805 w Nawrze, nr A/284 z 27.08.1929 roku
- karczma z przełomu XVIII/XIX w. w Nawrze, nr A/128 z 06.12.1957 roku
- zespół pałacowy w Pluskowęsach, obejmujący: pałac; park z połowy XIX w., nr A/912/1-2 z 10.07.1990 roku
- ruiny kościoła z ok. 1300 roku w Zajączkowie, nr A/1267 z 1.02.2007 roku

## Sołectwa
Bielczyny, Bogusławki, Brąchnówko, Browina, Drzonówko, Dziemiony, Głuchowo, Głuchowo-Windak, Grzegorz, Grzywna, Januszewo, Kiełbasin, Kończewice, Kuczwały, Liznowo, Mirakowo, Nawra, Nowa Chełmża, Parowa Falęcka, Pluskowęsy, Skąpe, Sławkowo, Strużal, Szerokopas, Świętosław, Witkowo, Zajączkowo, Zelgno.

## Pozostałe miejscowości
Bocień, Dźwierzno, Grodno, Morczyny, Zalesie, Zelgno-Bezdół.

## Sąsiednie gminy
Chełmża (miasto), Kijewo Królewskie, Kowalewo Pomorskie, Lisewo, Łubianka, Łysomice, Papowo Biskupie, Płużnica, Ryńsk